# Studio Sex (film)
Studio sex är en svensk thriller med Malin Crépin i huvudrollen som Annika Bengtzon. Det är den femte filmatiserade filmen om journalisten Annika Bengtzon - den tredje i en seriesvit om totalt sex böcker av författaren Liza Marklund. Filmen släpptes på DVD och Blu-ray den 18 juli 2012.

## Handling
En ung kvinna hittas död på en kyrkogård. Det framkommer att kvinnan arbetat på strippklubben Studio sex och att en högt uppsatt politiker besökt kvinnan på klubben samma kväll som hon mördades. Annika Bengtzon får skriva om fallet, som dessutom väcker minnen från hennes förflutna, något hon helst vill glömma bort.

## Rollista (urval)
Återkommande:
- Malin Crépin – Annika Bengtzon
- Björn Kjellman – Anders Schyman
- Kajsa Ernst – Berit Hamrin
- Leif Andrée – Spiken
- Erik Johansson – Patrik Nilsson
- Richard Ulfsäter – Thomas Samuelsson
- Felix Engström – Q

I detta avsnitt:
- Leonard Terfelt – Christer Lundgren
- Anders Ahlbom – Statsministern
- Johannes Alfvén – Joachim
- Madeleine Martin – Patricia
- Anna Azcarate – Karina Björnlund
- Ana Gil De Melo Nascimento – Marie Lundgren
- Mats Blomgren – Josephines pappa
- Anna-Lena Hemström – Josephines mamma
- Oscar Sandberg – Josephines bror
- Jannike Grut – Arkivarie
- Andreas Rothlin Svensson – Bertil Strand
- Elvira Franzén – Ellen
- Edvin Ryding – Kalle
- Rasmus Troedsson – Gäst
- Emelie Rosenqvist – Mamman i parken
- Jimmy Lindström – Man från flygplats
- Alexej Manvelov – Sandro
- Christoffer Svensson – Sven